# Plexaura flavida
Plexaura flavida är en korallart som först beskrevs av Jean-Baptiste Lamarck 1815.  Plexaura flavida ingår i släktet Plexaura och familjen Plexauridae. Inga underarter finns listade i Catalogue of Life.